# Ragnar Hoffman
Ragnar Andreas Hoffman , född 1932 i Breslau i Tyskland (från 1945 Wrocław i Polen) och avliden 1970 i Uppsala, Sverige, var en svensk fysiker och forskare, verksam vid Uppsala universitet.
Ett av Hoffmans främsta bidrag till vetenskapen är upptäckten av saturation transfer-metoden år 1963. Tillsammans med Sture Forsén upptäckte Hoffman hur dynamiska förlopp kan studeras hos molekyler med hjälp av kärnmagnetisk resonans-spektroskopi (NMR) och så kallade saturation transfer-experiment. Sedan dess kallas denna typ av studier också för Forsén-Hoffman-metoden. Hoffman var på flera sätt delaktig i utvecklingen av fysikaliska undersökningsmetoder inom organisk kemi.
1973 fick Ragnar Hoffman, tillsammans med Sture Forsén, Bror Holmberg-medaljen av Svenska Kemistsamfundet, ett pris som delas ut vart tredje år som belöning för framstående kemiska forskningsinsatser.